# Tipula mandan
Tipula mandan är en tvåvingeart som beskrevs av Alexander 1915. Tipula mandan ingår i släktet Tipula och familjen storharkrankar. Inga underarter finns listade i Catalogue of Life.